# Marjan Šubelj
Marjan Šubelj, slovenski slikar, 6. februar 1934, Križ pri Komendi, † 2. oktober 2000, Ljubljana.

## Življenjepis
Rodil se je delavski družini kot četrti od šestih otrok. Osnovno šolo je obiskoval v Komendi. Nato se je šel učit v Elektropodjetje Vinka Habjana v Kamniku. Na služenje vojaškega roka je odšel v Sombor in kasneje v Titograd. Po odsluženem vojaškem roku se je leta 1956 zaposlil v Ljubljani pri takratnem podjetju Slovenija ceste - Mehanični obrati.